# P. Gregory Warden
Patrick Gregory Warden (Firenze, 25 novembre 1950) è un archeologo ed etruscologo italiano naturalizzato statunitense, membro della sezione USA dell'Istituto Nazionale di Studi Etruschi ed Italici, responsabile degli scavi a Poggio Colla nel Mugello in Toscana.

## Biografia
Nato a Firenze da William Burnand e Franca Warden, nel 1960 si trasferisce con la famiglia negli USA dove ha conseguito nel 1972 una laurea (B.A.) in archeologia presso la University of Pennsylvania, un M.A. nel 1976 e un dottorato di ricerca PhD al Bryn Mawr College nel 1978. Da studente della Bryn Mawr College ha partecipato agli scavi di Poggio Civitate nei pressi di Murlo in Toscana. È professore emerito di archeologia alla Southern Methodist University. Ha insegnato alla University of Pennsylvania, Bowdoin College, e alla University of Texas at Arlington. Dal 2011 è professore di archeologia e presidente della Franklin University Switzerland con sede a Lugano
Il lavoro accademico e di ricerca di Warden è focalizzato sulla civiltà etrusca e romana. Ha fondato e co-dirige il Mugello Valley Archaeological Project (MVAP), che lavora dal 1994 nel sito archeologico etrusco di Poggio Colla in Toscana, dove gli scavi hanno portato alla luce un santuario e un insediamento.
Warden è membro straniero dell'Istituto Nazionale di Studi Etruschi ed Italici, Vice Presidente del Consiglio di Amministrazione della Etruscan Foundation, membro del consiglio di amministrazione dell'Archaeological Institute of America.

## Pubblicazioni

### Libri
- (EN)  1985 The Metal Finds from Poggio Civitate (Murlo) 1966-1978;
- (EN)  1990 The Extramural Sanctuary of Demeter and Persephone at Cyrene, Libya. Final Reports IV (con Andrew Oliver, Pam J. Crabtree, e Janet Monge);
- (EN)  1997 Classical and Near Eastern Bronzes in the Hilprecht Collection, Philadelphia;
- (EN)  2004 Greek Vase Painting: Form, Figure, and Narrative. Treasures of the National Archaeological Museum in Madrid (editor);
- (EN)  2008 From the Temple and the Tomb. Etruscan Treasures from Tuscany (editor).

### Articoli
- (EN)  1981 “The Domus Aurea Reconsidered.” Journal of the Society of Architectural Historians;
- (EN)  1994 The Course of Glory: Greek Art and Roman Context in the Villa of the Papyri at Herculaneum, Art History (con D. G. Romano);
- (EN)  2011 “Made in Etruria, or too good to be Etruscan?” American Journal of Archaeology 115.1 Online Forum;
- (EN)  2016 “The Vicchio Stele and Its Context.” Etruscan Studies.

### Capitoli
- (EN)  2012 “Monumental Embodiment: Somatic Symbolism and the Tuscan Temple.” In Monumentality in Etruscan and Early Roman Architecture: Ideology and Innovation;
- (EN)  2012 “Pinning the Tale on the Chimera of Arezzo: The Monster as Ritual Sacrifice.” In Myth, Allegory, Emblem: The Many Lives of the Chimera of Arezzo;
- (EN)  2013 “The Importance of Being Elite: The Archaeology of Identity in Etruria (500-200 BCE).” In A Companion to the Archaeology of the Roman Republic;
- (EN)  2016 “Communicating with the Gods: Sacred Space in Etruria.” In A Companion to the Etruscans.